# Taraxella sumatrana
Taraxella sumatrana là một loài nhện trong họ Salticidae.
Loài này thuộc chi Taraxella. Taraxella sumatrana được Fred R. Wanless miêu tả năm 1987.